# IC 1945
IC 1945 ist eine linsenförmige Galaxie vom Hubble-Typ S0 im Sternbild Pendeluhr am Südsternhimmel. Sie ist schätzungsweise 818 Millionen Lichtjahre von der Milchstraße entfernt und hat einen Scheibendurchmesser von etwa 200.000 Lj. 
Mit den Galaxien IC 1946 und 2MASX J03292351-5237274 bildet sie ein optisches Tripel.
Das Objekt wurde am 14. Oktober 1898 von DeLisle Stewart entdeckt.